# Ellen (voornaam)
Ellen is een meisjesnaam. De naam kan zijn afgeleid van Helen/Helena of van Eleonora.
Helena is een Griekse naam met de betekenis "fakkel" en dus "de stralende, de schitterende". De naam komt uit de Griekse mythologie. Helena was de vrouw van koning Menelaos van Sparta. Zij was bijzonder mooi. Toen ze ontvoerd werd door Paris, leidde dit tot de Trojaanse Oorlog.
De naam Eleonora kan mogelijk afstammen van het Arabische Ellinor ("God is mijn licht") of van het Griekse Eleos ("medelijden").
Andere vergelijkbare namen zijn Élaine, Elena, Ella, Heleen, Helen, Helena, Hélène, Helene, Ilona en Jelena.

## Bekende naamdraagsters
- Ellen ten Damme, actrice, zangeres
- Ellen DeGeneres, actrice, comédienne, VS
- Ellen van Dijk, baan en wegwielrenster
- Ellen Dufour, zangeres en presentatrice
- Ellen Evers, zangeres, actrice, musical
- Ellen Gerrits, lector, hoogleraar
- Ellen Hoog, hockeyster
- Ellen van Langen, atlete
- Ellen Pieters, actrice, zangeres
- Ellen Petri, ex-Miss België
- Ellen Verbeek, journalist
- Ellen Vogel, actrice